# Fallersleben (Wolfsburg)
Fallersleben – dzielnica Wolfsburga, miasta położonego w Niemczech, w kraju związkowym Dolna Saksonia. 

## Historia
Pierwsze wzmianki o wsi Fallersleben, noszącej wtedy nazwę Valareslebo, pochodzą z 942 r. Prawa miejskie Fallersleben otrzymało w 1929 r. i wchodziło w obręb powiatu Gifhorn. W 1972 r. w wyniku przeprowadzenia reformy terytorialnej zostało przyłączone do Wolfsburga. W 1939 r. miasto liczyło ok. 2 600 mieszkańców, w 2004 populacja dzielnicy wynosiła ok. 12 000, na dzień 31 grudnia 2006 r. liczba mieszkańców wynosiła 11 364 osób, a w roku 2009 – 11 179.

## Osoby urodzone w Fallersleben
- August Heinrich Hoffmann von Fallersleben – nauczyciel akademicki, germanista, autor hymnu niemieckiego "Das Lied der Deutschen"
- Hanns Kerrl – narodowosocjalistyczny polityk niemiecki, minister III Rzeszy do spraw kościoła (niem. Reichsministers für kirchliche Angelegenheiten);
- Hans Thimme – teolog ewangelicki;